# Pearl Jam
Pearl Jam je hudební skupina, která vznikla v roce 1990 v Seattlu. Je považována za jednu z nejpopulár nějších rockových kapel 90. let 20. století. Jejich jméno je úzce spojeno s hnutím grunge. Spolu s kapelami Nirvana, Soundgarden a Alice in Chains patří mezi jeho hlavní představitele. Jejich zvuk však nebyl vždy typický pro tento styl a kapela se snaží experimentovat. Ačkoliv se jejich desky již dlouho neprodávají tak masově jako v 90. letech, má kapela početnou základnu příznivců.
Kapelu založili členové skupiny Mother Love Bone (Jeff Ament, Stone Gossard), protože se zpěvák této skupiny v roce 1990 předávkoval heroinem. Společně s kytaristou Mikem McCreadym a bývalým bubeníkem Red Hot Chili Peppers, Jackem Ironsem nahráli pár demo skladeb, ale stále jim ještě chyběl zpěvák. Tím se stal surfař ze San Diega Eddie Vedder. Brzy pak vznikly základy prvních písní Pearl Jam (Alive, Once). Debutová deska Ten vyšla už v roce 1991 a měla obrovský úspěch. Následovala alba Vs., Vitalogy a další.
Skupina byla zpočátku kritizována – zejména frontmanem skupiny Nirvana, Kurtem Cobainem – za to, že si z obrovského rozmachu alternativního rocku dělá výdělečný podnik (ačkoliv Cobain a Vedder byli blízcí přátelé). Naproti tomu se Pearl Jam odmítli účastnit akcí, do kterých byli tlačeni nahrávací firmou. Nenatáčeli například moc videoklipů a bojkotovali firmu Ticketmaster, která využívala monopolního postavení na americkém trhu a diktovala kapele cenu vstupenek. V roce 2006 o nich časopis Rolling Stone napsal, že „v poslední dekádě strávili její členové většinu času tím, aby si kazili dobrou pověst“.
Doposud se ve Spojených státech prodalo 30 milionů jejich alb a 60 milionů alb celosvětově. Stali se tak jednou z nejvlivnějších rockových skupin devadesátých let. V dubnu 2017 byli slavnostně uvedeni do Rokenrolové síně slávy jako „až do dnešních dnů jedna z nejvýbušnějších, nejodhodlanějších a v pravém smyslu slova moderních rockových skupin na světě“.

## Historie

### Období největší popularity 1991–1995

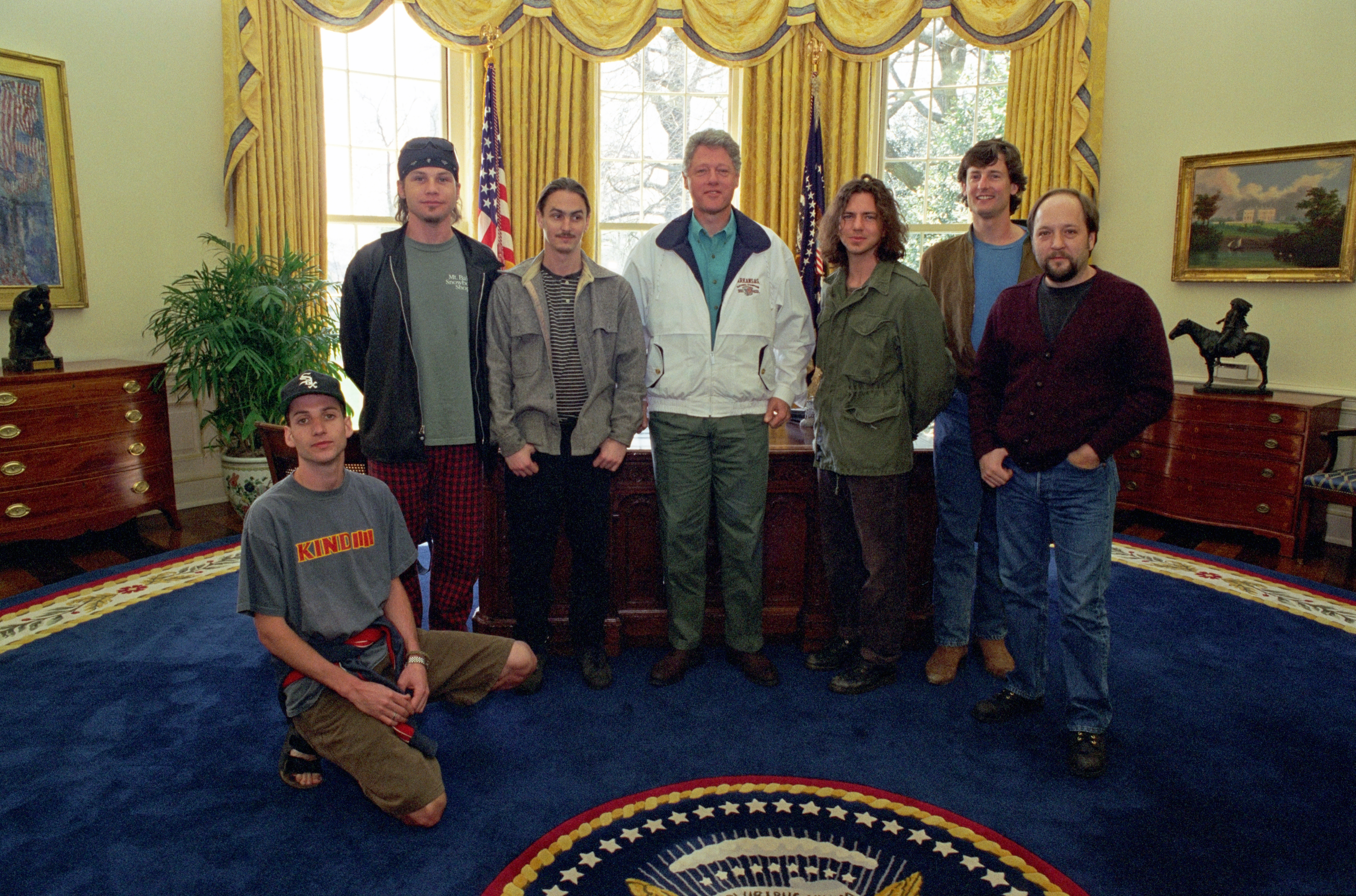
Pearl Jam s prezidentem Billem Clintonem v Oválné pracovně v dubnu 1994.

Album Ten začala skupina nahrávat už v březnu 1991 v Seattlu. Vyšlo 27. srpna 1991. I když se zpočátku prodávalo poměrně pomalu, do dnešních dnů se ho prodalo 15 milionu kusů. Na albu je 11 skladeb (z toho jedna je koncertní verze skladby „Alive“) a je doslova nabité hity. Skladby „Alive“, „Even Flow“, „Jeremy“ a „Oceans“ vyšly i jako singly. Dalším kandidátem byla píseň „Black“, ale skupina se rozhodla neudělat z ní singl, protože byla podle nich „příliš osobní na to, aby se to zničilo videem nebo vydáním singlu“. Texty se většinou točí kolem pocitů úzkosti, samoty a deprese. Text písně „Alive“ je o skutečné události. Eddie Vedder se totiž jako teenager dozvěděl, že jeho skutečný otec není ten, koho za něj do té doby pokládal.
V roce 1992 se skupina rozhodla vystupovat v pořadu MTV Unplugged.
Další album skupiny dostalo název Vs. a vyšlo 19. října 1993. Jen za první týden se ho prodalo 950 000 kusů. Nejznámější skladby z této desky jsou „Go“, „Dissident“, „Daughter“, „Rearviewmirror“, „Animal“ a „Elderly Woman Behind The Counter In A Small Town“. Po masovém úspěchu grunge, který odstartoval úspěch alba Nevermind od Nirvany v roce 1991 se hudební firmy snažily vytěžit z těchto kapel co nejvíc. Z této doby je známý spor skupiny s firmou Ticketmaster, která prodávala předražené lístky na jejich koncerty. Kapela na protest zrušila letní turné v roce 1994.
Třetí album se jmenuje Vitalogy. Vyšlo 6. prosince 1994 (na LP už o dva týdny dříve). Po dokončení této desky skupinu opustil bubeník Dave Abbruzzese a nahradil ho Jack Irons. Mezi Abbruzzesem a ostatními členy skupiny byly názorové neshody, Abbruzzese například nesouhlasil s bojkotem Ticketmaster. Druhá skladba z alba Vitalogy, „Spin The Black Circle“, vyhrála v roce 1996 cenu Grammy. Vitalogy obsahuje také skladby „Not For You“, „Corduroy“, „Immortality a Better Man“. O písni „Immortality a Better Man“ panoval všeobecný názor, že text je o smrti Kurta Cobaina, což ovšem Eddie Vedder popřel. Pearl Jam pokračovali v bojkotu firmy Ticketmaster i při turné Vitalogy v roce 1995. Nehráli na scénách, kam firma zajišťovala lístky, a delší dobu nehráli ve Spojených státech vůbec.

### 1996–1999
Následující desky už nebyly takovým horkým zbožím jako předcházející tři. Album No Code vyšlo 27. srpna 1996. Původní zvuk kapely se posunul jinam. Kapela se s tímto albem sice vyšplhala na vrchol americké Billboard 200, ale vydržela na něm jen dva týdny a rychle spadla dolů. Bylo to zároveň poslední album, které vystoupalo na vrchol americké albové hitparády. Deska je víc experimentální, jsou z ní cítit i jiné vlivy, není tak úderná jako předchozí a je na ní i mluvené slovo. No Code obsahuje skladby „Hail, Hail“, „Who You Are“ a „Off He Goes“. Protože bojkot Ticketmasters stále trval, kapela téměř nehrála ve Spojených státech a na konci roku 1996 se vydala na evropské turné.
Pátá deska Yield vyšla 3. února 1998. Pearl Jam se na ní vrátili ke zvuku, který měla alba jejich začátků. Přesto se na první místo americké albové hitparády nedostala. Nejznámější skladby z alba jsou „Given to Fly“, „Wishlist“ a „Do the Evolution“. Krátce po vydání alba z kapely odešel bubeník Jack Irons. Nahradil ho Matt Cameron z již neexistujících Soundgarden.

### 2000 – současnost

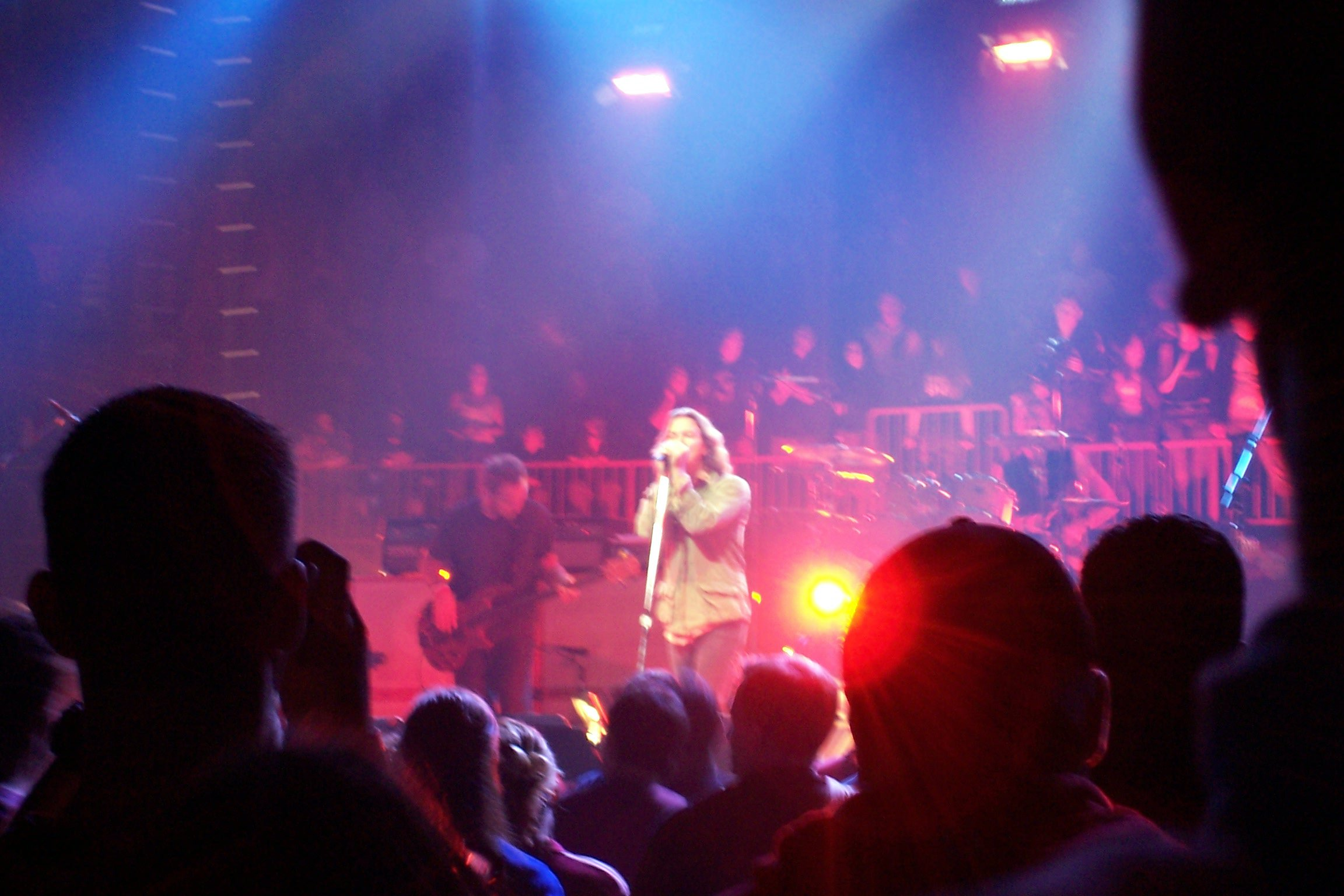
Pearl Jam na koncertě v roce 2005

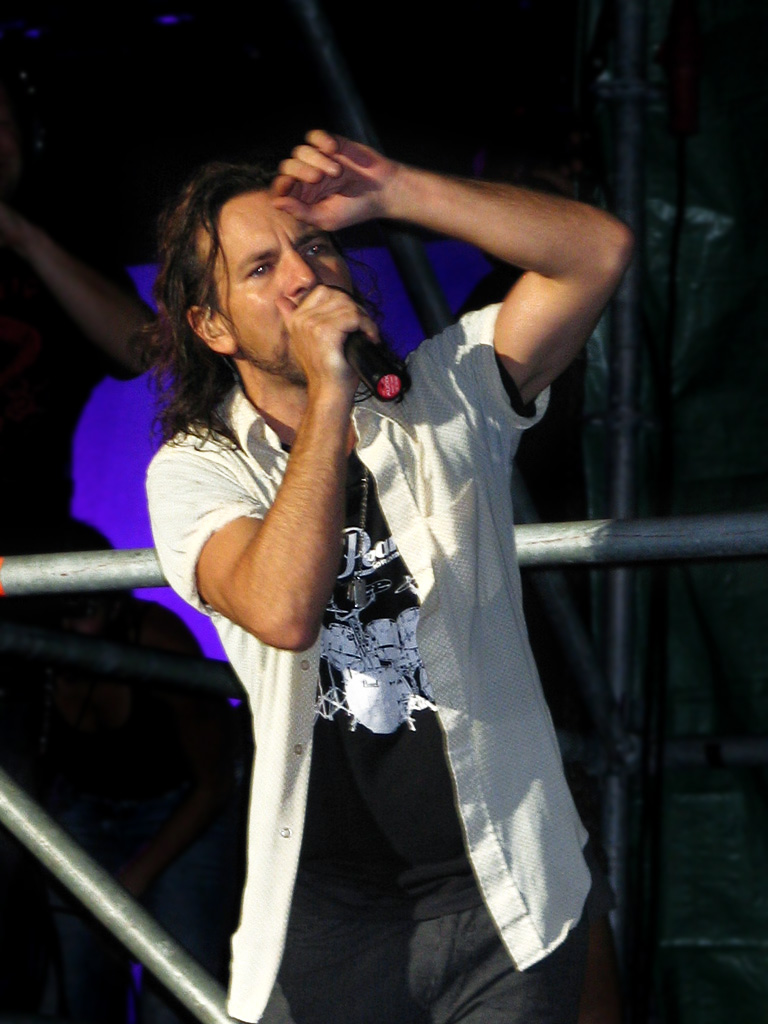
Eddie Vedder na koncertě Pearl Jam; Itálie 2006

Šestá studiová deska Binaural spatřila světlo světa 16. května 2000. Obsahuje skladby „Nothing As It Seems“ a „Light Years“. Celkem se prodalo jen asi 700 000 kopií alba. Vydání desky mělo podpořit koncertní turné, které však skončilo tragicky. Na festivalu v dánském Roskilde se 30. června 2000 kvůli problémům se zvukem začal tlačit dav asi 50 000 fanoušků co nejvíc dopředu. Po 45 minutách kapela hraní přerušila, Eddie Vedder vyzval dav, aby postoupil dozadu, ale bylo již pozdě. Po předchozím dešti byla zem rozblácená a několik lidí upadlo. Devět lidí bylo ušlapáno nebo se udusilo, dalších 30 skončilo v nemocnici. Zbylé dva koncerty evropského turné byly zrušeny a kapela zvažovala, že ukončí činnost.
Po teroristických útocích 11. září 2001 se Eddie Vedder a Mike McCready spojili s Neilem Youngem, aby představili skladbu „Long Road“ na benefičním koncertě 21. září 2001.
Následující album Riot Act vyšlo 12. listopadu 2002. Sedmé studiové album bylo pro mnoho fanoušků zklamáním a prodalo se jen půl milionu kusů. Hudebně album experimentuje s folkovými prvky. Skladba „Arc“ je poctou devíti lidem, kteří zemřeli na festivalu v Roskilde. Na tuto tragédii také odkazuje skladba „Love Boat Captain“, v níž se zpívá „Lost nine friends we'll never know, two years ago today…“ („před dvěma lety jsme přišli o devět přátel, které jsme nikdy nepoznali…“).
V roce 2003 kapela opustila label Epic Records. První singl, který bez něj vydali, byla skladba „Man on the Hour“ k hranému filmu Big Fish režiséra Tima Burtona. Ve stejném roce ještě vyšlo dvojalbum B-stran a rarit Lost Dogs a DVD z vystoupení z Madison Square Garden s názvem Live at the Garden. O rok později následovalo koncertní album Live at Benaroya Hall a kompilační album Rearviewmirror s hity z let 1991–2003.
Osmá studiová deska, Pearl Jam, vyšla 2. května 2006. Skladba „World Wide Suicide“, která kritizuje válku v Iráku, se vyšplhala až na vrchol hitparády Billboard Modern Rock Chart. Bylo to poprvé od roku 1996. Následovalo turné po Severní Americe, Austrálii a Evropě, kde nehráli už šest let. Kapela byla headlinerem na dvou festivalech Reading a Leeds, a to i přesto, že se po incidentu v dánském Roskilde rozhodli na žádných festivalech nehrát. Eddie Vedder začal oba koncerty prosbou k publiku, aby na sebe brali vzájemný ohled.
Deváté studiové album – Backspacer – vyšlo 20. září 2009.
V letech 2011–2013 nahrávala skupina desáté studiové album Lightning Bolt, které vyšlo 11. října 2013.

## Členové skupiny
- Jeff Ament – basová kytara (od 1990)
- Eddie Vedder – zpěv, kytara (od 1990)
- Stone Gossard – levá kytara (od 1990)
- Matt Cameron – bicí (od 1998)
- Mike McCready – pravá kytara (od 1990)
- Boom Gaspar – klávesy (od 2002)

Dříve:
- Dave Krusen – bicí (1990 až 1991)
- Matt Chamberlain – bicí (1991)
- Dave Abbruzzese – bicí (1991 až 1994)
- Jack Irons – bicí (1994 až 1998)

## Diskografie
- 1991 – Ten
- 1993 – Vs.
- 1994 – Vitalogy
- 1996 – No Code
- 1998 – Yield
- 1998 – Live on Two Legs
- 2000 – Binaural
- 2002 – Riot Act
- 2003 – Lost Dogs – nevydané písničky, B-strany singlů
- 2004 – RearViewMirror – best of
- 2006 – Pearl Jam
- 2009 – Backspacer
- 2011 – PJ20 – soundtrack k dokumentu o Pearl Jam (nevydané verze a dema)
- 2013 – Lightning Bolt
- 2020 – Gigaton
- 2024 – Dark Matter